# Yaa Asantewaa
Yaa Asantewaa (c. 1840 – 17 de outubro de 1921) (pronuncia-se  /ˈyɑː ɑːsɑːn.teɪ.wə/) foi a rainha mãe de Ejisu no Império Ashanti – atual Gana – nomeada por seu irmão Nana Akwasi Afrane Okpese, o Ejisuhene, ou governador, de Ejisu. Em 1900, ela liderou a rebelião Ashanti conhecida como a Guerra do Trono de Ouro, também conhecida como a guerra de Yaa Asantewaa contra o colonialismo Britânico.

## Primeiros anos
Nascida em 1840, em Besease no centro de Gana, Yaa Asantewaa era a mais velha de dois filhos. Seu irmão, Afrane Panin, tornou-se o chefe de Edweso, uma comunidade vizinha. Depois de uma infância sem incidentes, ela cultivou lavouras na terra à volta de Boankra. Ela entrou em um casamento poligâmico com um homem de Kumsi, com quem teve uma filha.

## Prelúdio à Rebelião
Durante o reinado de seu irmão, Yaa Asantewaa viu a Confederação Ashanti passar por uma série de eventos que ameaçavam seu futuro, incluindo uma guerra civil de 1883 a 1888. Quando seu irmão morreu em 1894, Yaa Asantewaa usou seu direito como Rainha-Mãe para nomear seu próprio neto como Ejisuhene. Quando os Britânicos o exilaram para as Seychelles, em 1896, juntamente com o Rei Asante Prempeh I e outros membros da governo Asante, Yaa Asantewaa tornou-se regente do distrito Ejisu–Juaben. Após a deportação de Prempeh I, Frederick Hodgson, o governador geral britânico da Costa do Ouro, exigiu que lhe entregassem o Trono de Ouro, o símbolo da nação Asante. Este pedido levou a um encontro secreto dos membros restantes do governo Asante em Kumasi, para discutir como garantir o retorno de seu rei. Houve um desentendimento entre os presentes sobre a forma de fazer isso. Yaa Asantewaa, que estava presente nesta reunião, levantou-se e dirigiu-se aos membros do conselho, com estas palavras agora célebres:
Agora eu vi que alguns de vocês temem ir em frente para lutar pelo nosso rei. Se fosse nos dias corajosos de Osei Tutu, Okomfo Anokye e Opuku Ware I, chefes não iriam ficar sentados, vendo seu rei ser levado sem atirar nenhum tiro. Nenhum homem branco poderia ter ousado falar com o Chefe de Asante da maneira como o governador falou com vocês esta manhã. É verdade que a bravura dos Asante acabou? Não posso acreditar. Não pode ser! Devo dizer isso: se vocês, homens de Asante, não irão em frente, então nós iremos. Hei de chamar minhas companheiras mulheres. Nós iremos lutar contra o homem branco. Nós iremos lutar até que a última de nos caia no campo de batalha.
Yaa Asantewaa foi escolhida por vários reis Asante regionais para ser a líder de guerra da força de combate Asante. Este é o primeiro e único exemplo de uma mulher a qual foi dada esta função na história Asante.

## A rebelião e as suas consequências
Começando em março de 1900, a rebelião cercou o forte de Kumasi, onde os britânicos tinham procurado refúgio. O forte existe até hoje como o Forte e o Museu Militar Kumasi. Depois de vários meses, o governador da Costa do Ouro, eventualmente, enviou uma força de 1.400 para conter a rebelião. Durante a luta, a Rainha Yaa Asantewaa e quinze de seus mais próximos assessores foram capturados, e eles, também, foram enviados para o exílio nas Seychelles. A rebelião representou a guerra final da série Anglo-Asante de guerras que se prolongou por todo século XIX. Em 1 de janeiro de 1902, os britânicos finalmente foram capazes de realizar o que o exército Asante tinha lhes negado por quase um século, e o império Asante se tornou protetorado da coroa Britânica.
Yaa Asantewaa morreu no exílio, nas Seychelles, em 17 de outubro de 1921. Três anos depois de sua morte, em 27 de dezembro de 1924, Prempeh I e os membros restantes do tribunal Asante exilado foram autorizados a retornar para Asante. Prempeh I se certificou de que os restos mortais de Yaa Asantewaa e dos outros exilados Asantes fossem devolvidos para um devido enterro real. O sonho de Yaa Asantewaa para uma Asante livre do domínio britânico se tornou realidade em 6 de Março de 1957, quando o protetorado Asante se tornou independente como parte de Gana, o primeiro país africano na África subsariana a conseguir esta façanha.

## Os papéis sociais das mulheres Asante
A experiência de ver uma mulher servindo como chefe política e militar de um império era absurda para as tropas coloniais britânicas na África do século XIX. O chamado de Yaa Asantewaa às mulheres do Império Asante é baseado na obrigações políticas das mulheres Akan e seus respectivos papéis em processos legislativos e judiciais. A hierarquia dos tronos masculinos entre o povo Akan era complementada por seu equivalente feminino. Dentro da aldeia, os idosos chefes de linhagens matrilineares (mpanyimfo) constituíam o conselho de aldeia, conhecido como ôdekuro. As mulheres conhecidas como as mpanyinfo, chamadas de aberewa ou ôbaa panyin, eram responsáveis por cuidar dos assuntos das mulheres. Para cada ôdekuro, um ôbaa panyin atuava como parte responsável para os assuntos das mulheres da aldeia e servia como membro no conselho da aldeia.
O chefe de uma divisão, o ôhene, e o chefe da comunidade política autônoma, o ômanhene, tinham seus equivalentes femininos, conhecidas como as ôhemaa: uma governante mulher que se sentava em seus conselhos. A ôhemaa e o ôhene eram todos do mesmo mogya, sangue ou linhagem matrilínea localizada. A ocupante do trono feminino no estado Kumasi, a Asantehemaa - e, portanto, a Asante unida, já que sua equivalente masculina era, por virtude de seu cargo, do Asanthene - era membro do Conselho Kôtôkô, a Comissão Executiva ou Gabinete do Nhyiamu Asanteman, a Assembleia Geral de governantes Asante. Ocupantes do trono feminino participavam não só nos processos judiciário e legislativo, mas também na declaração e término de guerras, e na distribuição de terras.

## Lugar na história e legado cultural
Yaa Asantewaa permanece uma figura muito amada na história Asante e na história de Gana como um todo por seu papel no enfrentamento do colonialismo britânico. Ela está imortalizada na seguinte canção:

Koo koo hin koo
Yaa Asantewaa ee!
Obaa basia
Ogyina apremo ano ee!
Waye be egyae
Na Wabo mmode
("Yaa Asantewaa
A mulher que luta contra canhões
Você conquistou muitas coisas

Você fez muito bem")
Para destacar a importância de incentivar mais mulheres líderes na sociedade ganense, a escola Yaa Asantewaa de Ensino Secundário para Mulheres foi criada em Kumasi, em 1960, com recursos do Fundo de Educação de Gana.

Em 2000, celebrações de centenário com duração de uma semana foram realizadas em Gana para reconhecer as realizações de Yaa Asantewaa. Como parte dessas comemorações, em 3 de agosto de 2000, um museu foi dedicado a ela na vila de Kwaso no distrito Ejisu–Juaben. Infelizmente, um incêndio em 23 de julho de 2004 destruiu vários itens históricos, incluindo suas sandálias e o vestido de guerra (batakarikese) visto na foto acima. A atual Rainha-mãe de Ejisu é Yaa Asantewaa II. Um segundo festival Yaa Asantewaa foi realizado de 1 a 5 de agosto de 2006 em Ejisu.

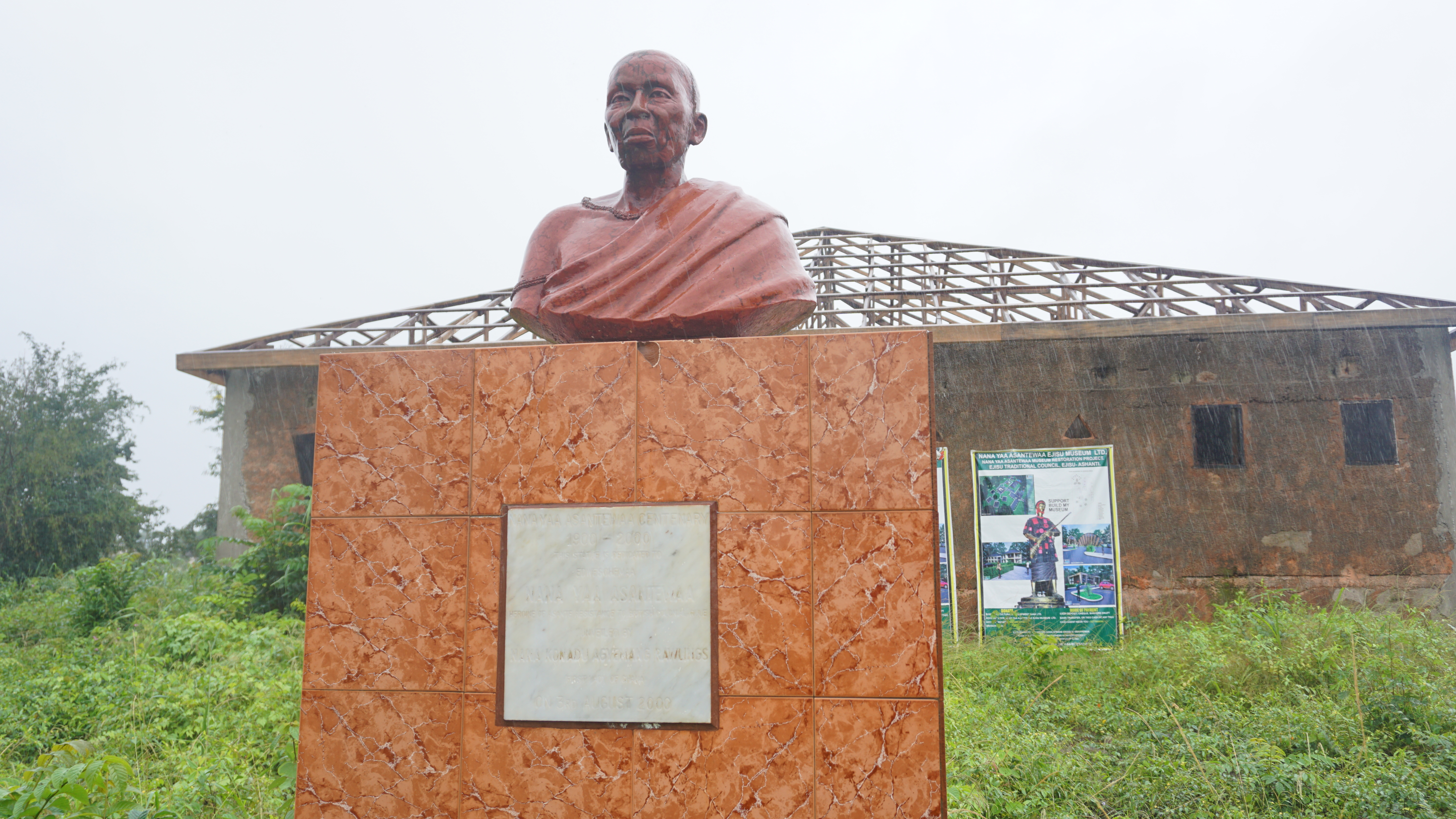
Estátua de Yaa Asantewaa fora do museu consumido pelo fogo
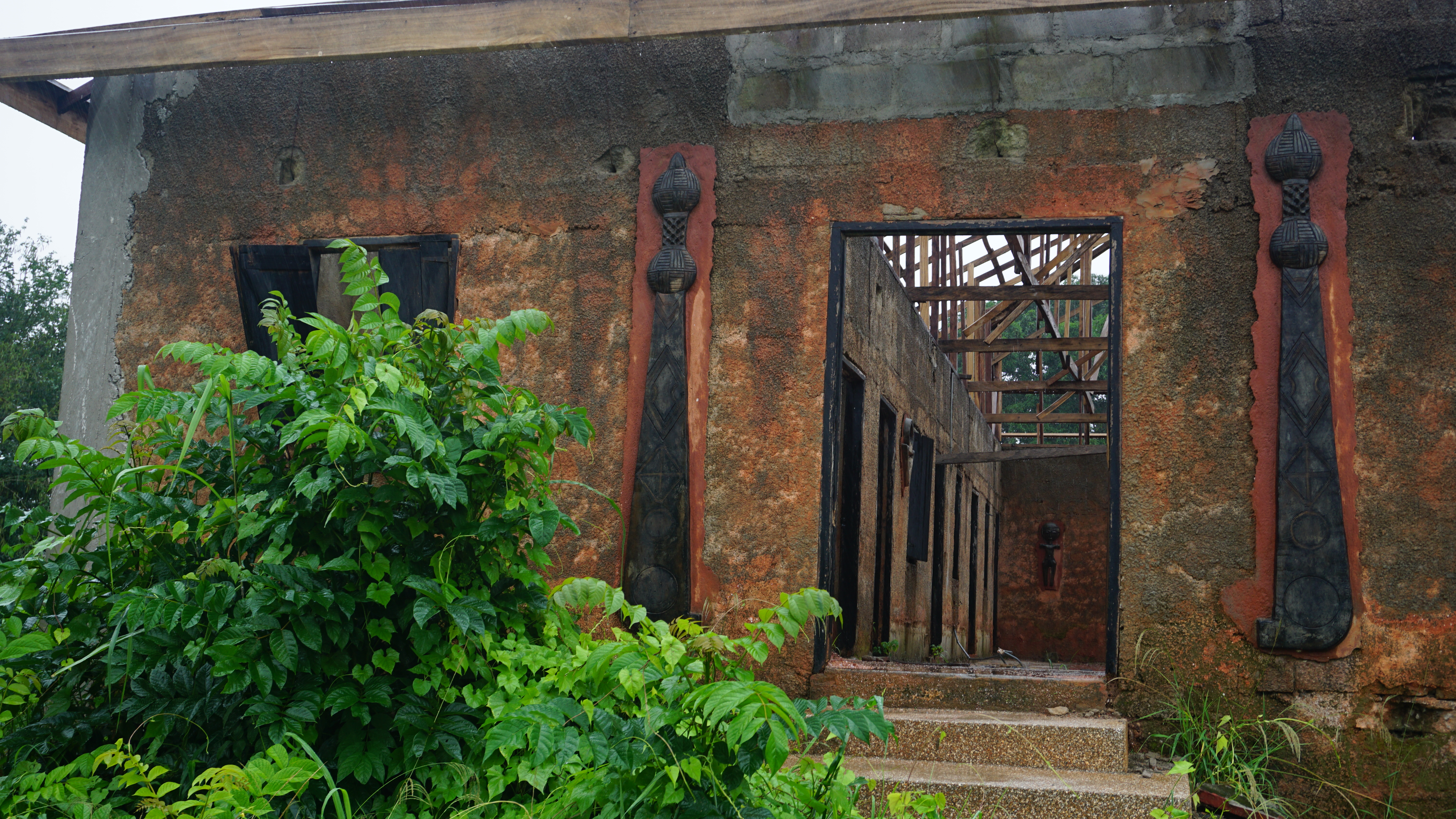
A fachada queimada do Museu Yaa Asantewaa
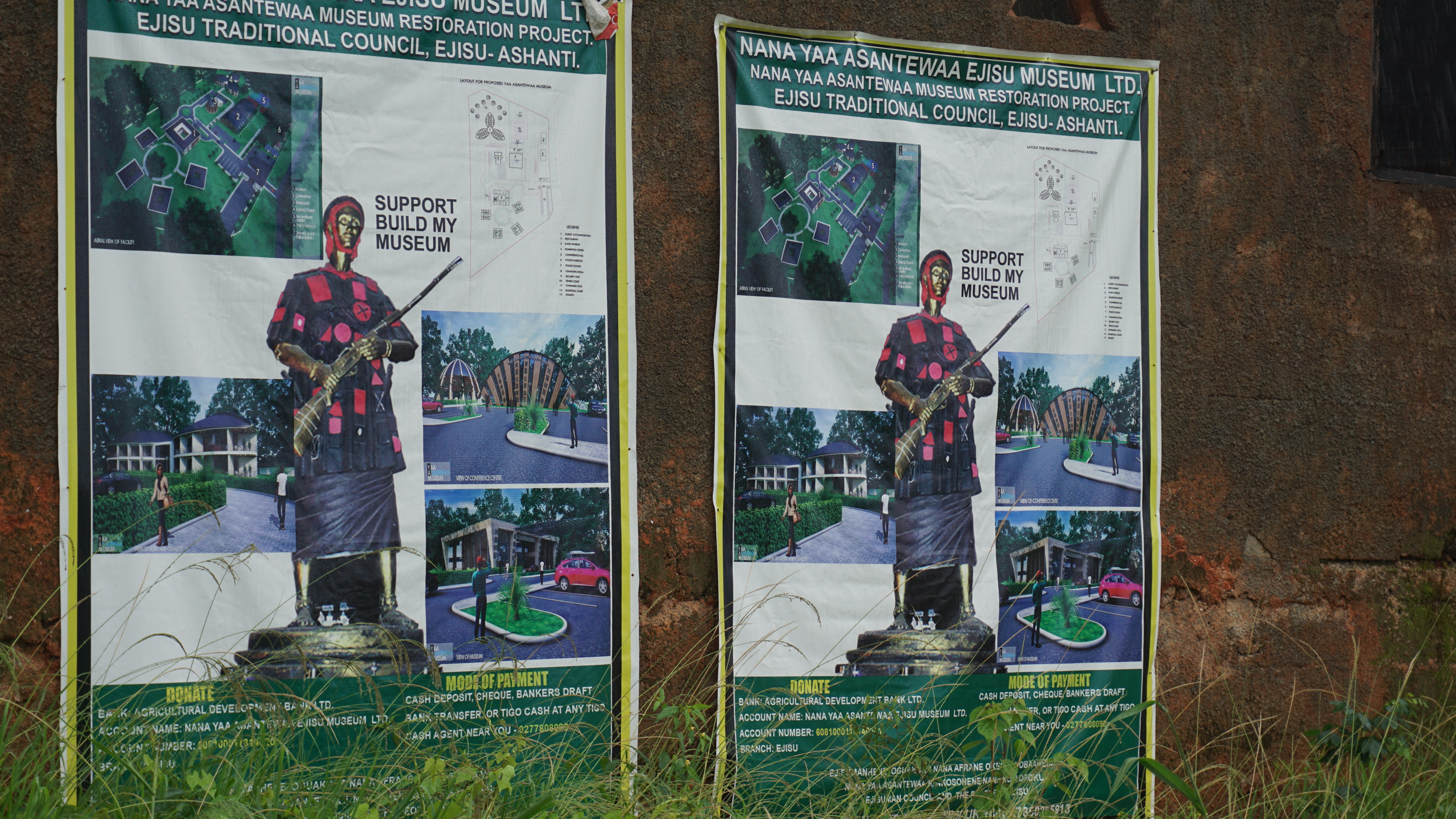
Chamadas recentes para construir um novo Museu Yaa Asantewaa

O Centro Yaa Asantewaa em Maida Vale, oeste de Londres, é um centro comunitário afro-caribenho de artes. Ele tomou o seu nome em 1986.
Um documentário para a televisão de Ivor Agyeman–Duah intitulado Yaa Asantewaa – O Exílio do Rei Prempeh e o Heroísmo de Uma Rainha Africana foi lançado em Gana em 2001.
Um show escrito por Margaret Busby, chamado Yaa Asantewaa: Warrior Queen, dirigido por Geraldine Connor, com participação do baterista mestre Kofi Ghanaba, com um elenco pan-Africano, percorreu o Reino Unido e Gana em 2001-2002. Um drama de rádio pela mesma autora também foi serializado de 13 a 17 de outubro de 2003. no programa Woman's Hour da BBC Radio Four.